# König Motorenbau
König Motorenbau va ser una empresa alemanya fabricant de motors amb seu a Berlín que tingué activitat entre el 1927 i el 1998. A la segona meitat del segle xx, els seus motors forabord per a hidroplans (llanxes per a curses de motonàutica) van ser els més prestigiosos en les classes de fins a 700 cc. König fabricà també motors per a embarcacions de lleure i per a avions ultralleugers. Durant la dècada del 1970, l'empresa construí també motocicletes i sidecars de competició equipats amb els seus motors.

## Història
L'empresa va ser fundada per Rudolf König a Berlín el 1927. Abans de la Segona Guerra Mundial, König ja va construir motors forabord de dos temps que proporcionaven molta més potència que la majoria de motocicletes de dos temps. Després de la guerra, Rudolf va reconstruir l'empresa amb el seu fill Dieter (1931-1991), el qual va córrer amb hidroplans i va ser el responsable de la fabricació dels motors que els propulsaven. Durant les dècades del 1960, 1970 i 1980, els motors "König" van dominar les competicions d'hidroplans.

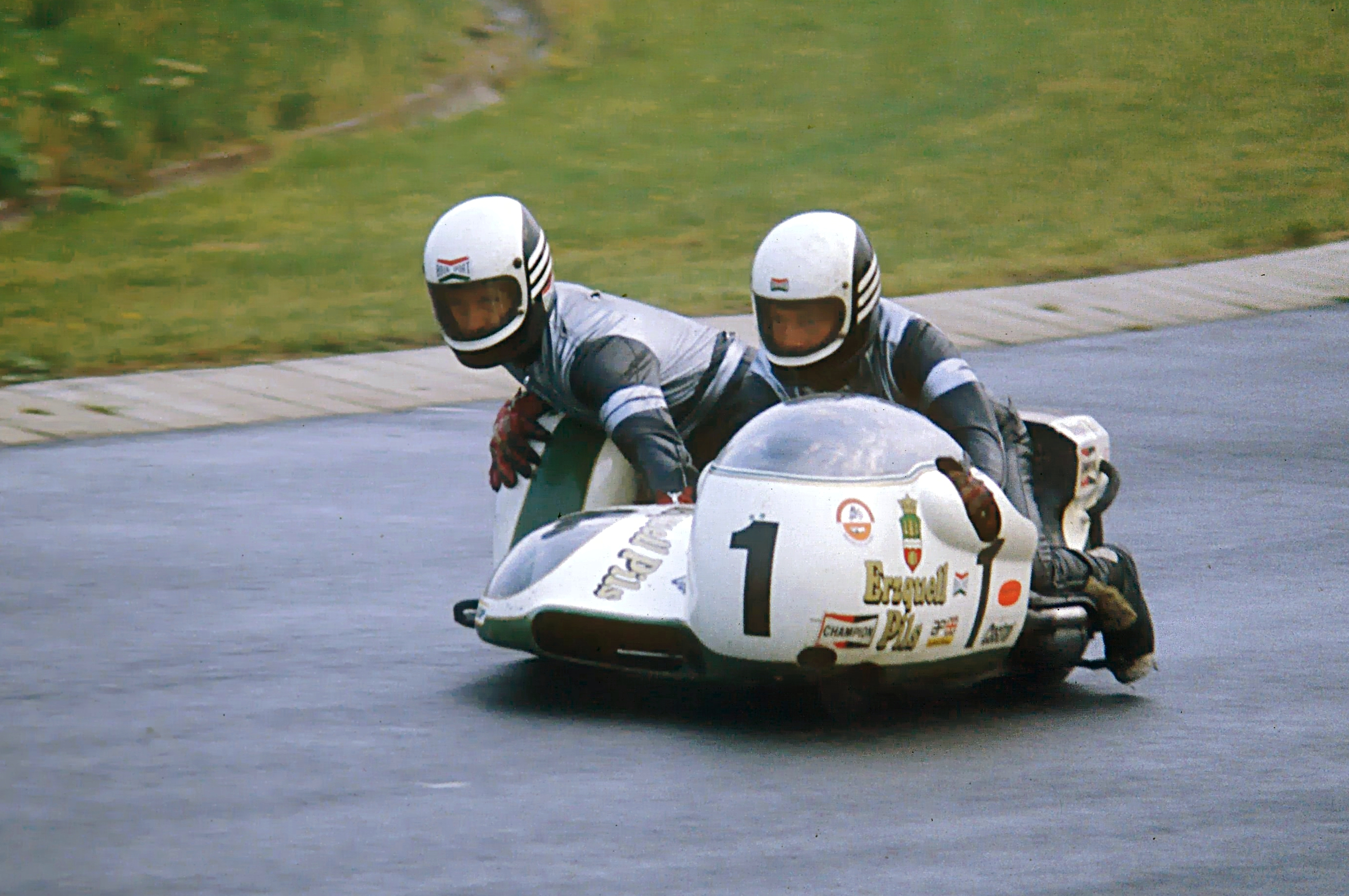
Rolf Steinhausen i Sepp Huber amb un sidecar Busch-König BSA el 1976

A començaments de la dècada del 1970, el motor König boxer de quatre cilindres ("doble boxer") de dos temps, basat en el forabord de la marca, es va fer habitual a les curses de sidecars i, poc després, l'empresa va desenvolupar les seves pròpies motocicletes de 350 i 500 cc de Gran Premi.
La idea d'adaptar els motors per a motocicleta va sorgir del pilot neozelandès Kim Newcombe, qui li ho proposà a Dieter König. Sota el lideratge del neozelandès, König va crear un departament de competició i el mateix Newcombe va aconseguir, amb una de les seves motos, el subcampionat del món de 500cc la temporada del 1973, darrere de Phil Read i la seva MV Agusta (poc abans que acabés la temporada, Newcombe es va morir en un accident en una cursa al circuit de Silverstone). Els alemanys Rolf Steinhausen i Josef Huber van guanyar amb un sidecar Busch-König dos campionats del món de sidecars consecutius (1975-1976), mentre que la marca guanyà el títol de constructors aquells dos anys i el 1974.
Dieter König es va morir el 17 d'agost de 1991 com a conseqüència de les greus ferides que patí el dia abans en estavellar-se amb un ultralleuger prop de Saarmund, Brandenburg, durant un vol de prova. König Motorenbau va tancar definitivament el 31 de maig de 1998.